# نادي الوطن
نادي الوطن السعودي هو أحد أندية الدرجة الثالثة في محافظة ضمد بمنطقة جازان ، تأسس عام 1436 هـ .